# Bino (漫畫家)
Bino，日本漫畫家。女性。出身於富山縣。代表作是目前在《ComicNewtype》（KADOKAWA）連載中的《女高中生的虛度日常》。

## 人物簡介
出道前稱因為想結交朋友而開始畫漫畫。
2015年12月初，開始在日本大型官方網路漫畫網站niconico靜畫連載《女高中生的虛度日常》。得到KADOKAWA 《ComicNewtype》注目並以重製的方式進行長期連載，正式以漫畫家出道。卻在2017年7月面臨腰斬。但是後來2018年4月，重新展開連載至今。
2017年11月，再次在KADOKAWA的《ComicNewType》開始連載。
2021年6月，在Twitter透露她誕下健康的男嬰榮升做新手媽媽。

## 作品概覽

### 連載
| 作品名稱（日文原名）   | 發表雜誌／號                                   | 出版社   | 冊數                        | 備註                                                        |
| ---------------------- | ---------------------------------------------- | -------- | --------------------------- | ----------------------------------------------------------- |
| 女高中生的虛度日常（女子高生の無駄づかい） | 《ComicNewtype》2015年12月7日－連載中          | KADOKAWA | 已出版14冊（截至2025年7月） | 2019年7月至9月播出同名電視動畫 2020年1月至3月播出真人電視劇 |
|                        | 《ComicNewType》2017年11月20日－2022年10月18日 | KADOKAWA | 全3冊                       |                                                             |

### 短篇
- （《漫畫人生原創》2018年3月號，共8頁）

## 外部連結
- Bino的X（前Twitter） （日語）
- ComicNewType《女高中生的虛度日常》作品官網 （页面存档备份，存于） （日語）
- （日語）
- 電視動畫『女高中生的虛度日常』公式官網 （页面存档备份，存于） （日語）
- （日語）－Bino的官方個人部落格。